# Salão do Trono Ananda Samakhom
.

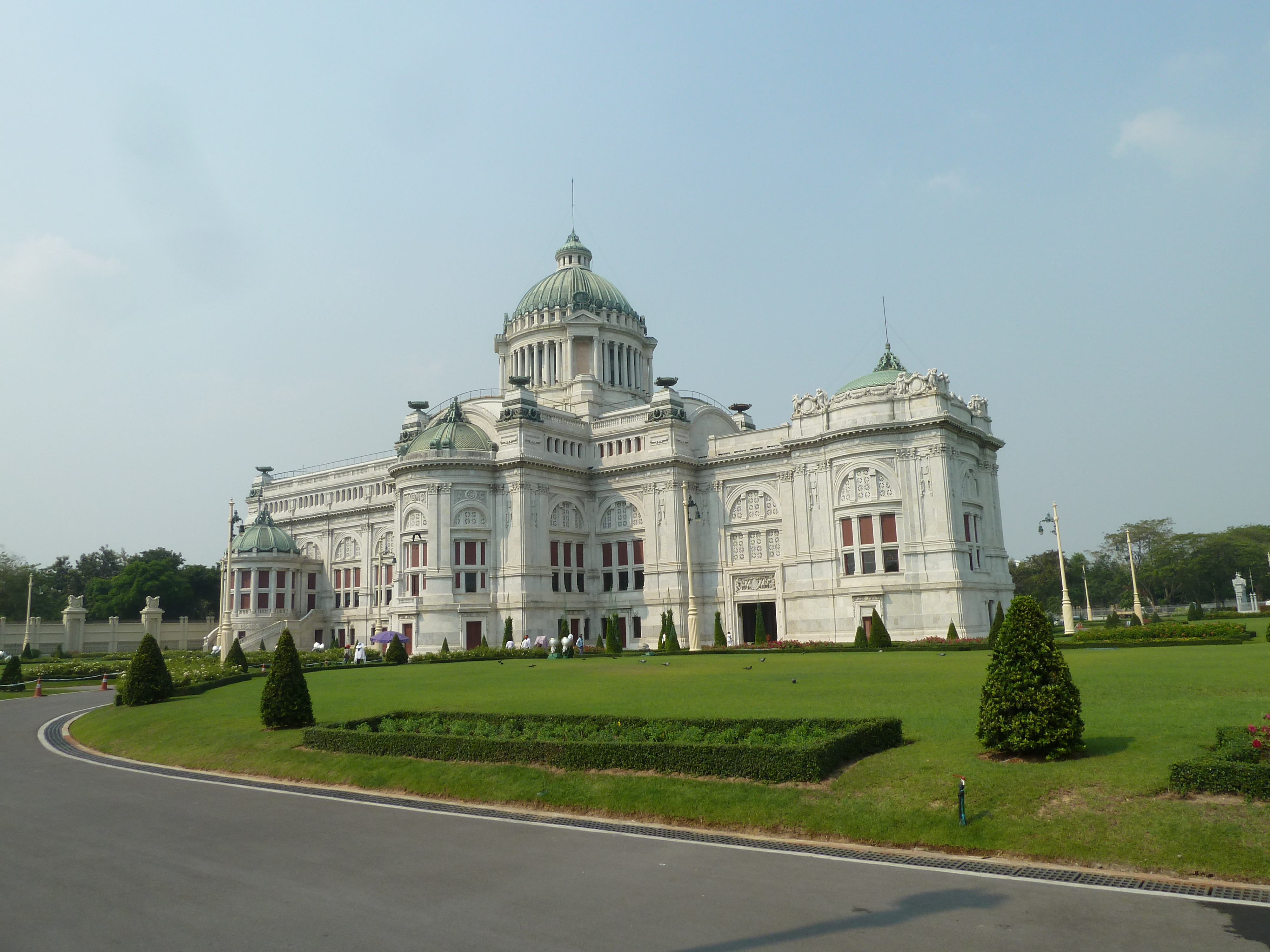
Salão do Trono Ananda Samakhom, em Bangkok, capital da Tailândia

O Salão do Trono Ananta Samakhom (em tailandês: พระที่นั่ง อนันต สมาคม; Phra Thinang Anantasamakhom) é um hall de recepção real dentro Palácio de Dusit, em Bangkok, capital da Tailândia. Foi encomendado pelo rei Chulalongkorn (Rama V) em 1908. O edifício foi concluído em 1915, 5 anos após a morte de Rama V em 1910. Ela agora serve como um museu e é ao longo do tempo empregado para certas ocasiões de Estado.
O salão está aberto ao público todos os dias, excepto no Dia Chulalongkorn (23 de outubro), no aniversário do Rei (5 de dezembro) e no aniversário da rainha (12 de agosto).

## História
Um ano após a conclusão da Mansão Amphorn Satharn dentro do Palácio de Dusit em 1906, o rei Chulalongkorn (Rama V) encomendou a construção de um salão de recepção para substituir aquele construído durante o reinado do rei Mongkut (Rama IV.). O edifício no estilo do renascimento italiano e neoclássico foi contratado para os arquitetos Mario Tamagno e Annibale Rigotti. Mármore de Carrara e outros materiais italianos foram usados. O escultor italiano Vittorio Novi, que mais tarde também trabalhou na Ponte Udthit Mahadthai (สะพาน มหาดไทย อุทิศ), foi empregado com o seu sobrinho Rudolfo Nolli.
Foi usado como a sede dos Partido do Povo durante quatro dias na Revolução de 1932, que transformou o sistema político do país a partir de uma monarquia absoluta para uma constitucional. A primeira Assembléia Nacional Popular, convocada em 28 de Junho de 1932, deu-se no presente salão do trono. Depois disso, ele foi usado como a Casa do Parlamento até 1974, quando a nova Casa do Parlamento foi aberta ao norte. No entanto, a antiga Casa do Parlamento continua a ser utilizada, marcando a primeira assembléia em consequência de uma eleição geral para a Câmara dos Representantes.